# 職域
| ウィキペディアには「職域」という見出しの百科事典記事はありません（タイトルに「職域」を含むページの一覧/「職域」で始まるページの一覧）。 代わりにウィクショナリーのページ「職域」が役に立つかもしれません。 |